# Acacia oxycedrus
Acacia oxycedrus é uma espécie de leguminosa do gênero Acacia, pertencente à família Fabaceae.